# Lijst van rijksmonumenten in Laag-Caestert
De plaats Laag-Caestert telt 34 inschrijvingen in het rijksmonumentenregister. Hieronder een overzicht.
| Object | Oorspronkelijke functie?  | Bouwjaar                                    | Architect                | Locatie                    | Coördinaten?                  | Nr.?   | Afbeelding |
| --- | ------------------------- | ------------------------------------------- | ------------------------ | -------------------------- | ----------------------------- | ------ | --- |
| Graanmolen van Eijsden | Industrie- en poldermolen | 1788 1857 (afgebroken+herbouwd)             |                          | Steegstraat bij 3          | 50° 46' 12" NB, 5° 42' 2" OL  | 15471  | Meer afbeeldingen |
| Oude zaagmolen; opgetrokken van baksteen en mergel; Tussendorpelkozijnen van Naamse steen. Kariatidenschouw                                              | Industrie- en poldermolen | 1729                                        |                          | De La Margellelaan         | 50° 46' 16" NB, 5° 41' 57" OL | 15498  | Upload foto |
| Reinekenshof | Boerderij                 | 1722                                        |                          | De la Margellelaan 16      | 50° 46' 5" NB, 5° 41' 49" OL  | 15499  | Meer afbeeldingen |
| Woonhuis- met rechthoekige omlijstingen van Naamse steen. In het bedrijfsgedeelte o.a. tweelichtkozijnen van Naamse steen. Inwendig o.a. een tegenschouw | Woonhuis                  |                                             |                          | De la Margellelaan 20      | 50° 46' 11" NB, 5° 41' 56" OL | 15500  | Woonhuis- met rechthoekige omlijstingen van Naamse steen. In het bedrijfsgedeelte o.a. tweelichtkozijnen van Naamse steen. Inwendig o.a. een tegenschouw |
| Kasteel Eijsden | Kasteel, buitenplaats     | 1636 1767-1770 (verbouwd) 1881-1886 (rest.) | mogelijk Servais Charles | Graaf de Geloeslaan 8      | 50° 46' 25" NB, 5° 41' 59" OL | 421723 | Kasteel Eijsden |
| Kasteel Eijsden, tuin- en parkaanleg | Tuin, park en plantsoen   | eerste helft 17e eeuw en later              |                          | Graaf de Geloeslaan 8      | 50° 46' 22" NB, 5° 41' 52" OL | 421724 | Kasteel Eijsden, tuin- en parkaanleg |
| Kasteel Eijsden, bouwhuis | Woonhuis                  | 1649/1650/1883                              |                          | Graaf de Geloeslaan 8      | 50° 46' 23" NB, 5° 42' 1" OL  | 421725 | Kasteel Eijsden, bouwhuis |
| Kasteel Eijsden, borstwering, brug, keermuur | Tuin, park en plantsoen   | 17e eeuw (brug)                             |                          | Graaf de Geloeslaan bij 8  | 50° 46' 25" NB, 5° 41' 58" OL | 421726 | Kasteel Eijsden, borstwering, brug, keermuur |
| Kasteel Eijsden, Balustrade en keermuur | Tuin, park en plantsoen   | 17e eeuw                                    |                          | Graaf de Geloeslaan bij 8  | 50° 46' 31" NB, 5° 42' 8" OL  | 421727 | Kasteel Eijsden, Balustrade en keermuur |
| Kasteel Eijsden, muur, pijlers en hek | Tuin, park en plantsoen   | 1881-1886                                   |                          | Graaf de Geloeslaan bij 8  | 50° 46' 30" NB, 5° 42' 6" OL  | 421728 | Kasteel Eijsden, muur, pijlers en hek |
| Kasteel Eijsden, twintig stoeppalen | Tuin, park en plantsoen   | eind 19e eeuw                               |                          | Graaf de Geloeslaan bij 8  | 50° 46' 30" NB, 5° 42' 6" OL  | 421729 | Kasteel Eijsden, twintig stoeppalen |
| Kasteel Eijsden, Twee hardstenen blokpijlers | Tuin, park en plantsoen   | laatste kwart 18e eeuw                      |                          | Graaf de Geloeslaan 8      | 50° 46' 30" NB, 5° 42' 6" OL  | 421730 | Kasteel Eijsden, Twee hardstenen blokpijlers |
| Kasteel Eijsden, twee hardstenen pijlers | Tuin, park en plantsoen   | laatste kwart 18e eeuw                      |                          | Graaf de Geloeslaan 8      | 50° 46' 30" NB, 5° 42' 6" OL  | 421731 | Kasteel Eijsden, twee hardstenen pijlers |
| Kasteel Eijsden, twee hardstenen pijlers bij oprit | Tuin, park en plantsoen   | laatste kwart 18e eeuw                      |                          | Graaf de Geloeslaan bij 8  | 50° 46' 30" NB, 5° 42' 6" OL  | 421732 | Kasteel Eijsden, twee hardstenen pijlers bij oprit |
| Kasteel Eijsden, muur, bordes, kelder | Tuin, park en plantsoen   | 18e eeuw                                    |                          | Graaf de Geloeslaan bij 8  | 50° 46' 30" NB, 5° 42' 6" OL  | 421733 | Kasteel Eijsden, muur, bordes, kelder |
| Kasteel Eijsden, loods met muur | Tuin, park en plantsoen   | 18e of 19e eeuw                             |                          | Graaf de Geloeslaan bij 2  | 50° 46' 31" NB, 5° 42' 7" OL  | 421734 | Meer afbeeldingen |
| Kasteel Eijsden, smeedijzeren hek | Tuin, park en plantsoen   | ca. 1900                                    |                          | Graaf de Geloeslaan bij 6  | 50° 46' 30" NB, 5° 42' 6" OL  | 421735 | Kasteel Eijsden, smeedijzeren hek |
| Kasteel Eijsden, zonnewijzer | Tuin, park en plantsoen   | 19e eeuw                                    |                          | Graaf de Geloeslaan 8      | 50° 46' 30" NB, 5° 42' 6" OL  | 421736 | Kasteel Eijsden, zonnewijzer |
| Kasteel Eijsden, tuinvaas en sokkel | Tuin, park en plantsoen   | 19e eeuw                                    |                          | Graaf de Geloeslaan bij 6  | 50° 46' 30" NB, 5° 42' 7" OL  | 421737 | Kasteel Eijsden, tuinvaas en sokkel |
| Kasteel Eijsden, drie marmeren sokkels | Tuin, park en plantsoen   | ca. 1900                                    |                          | Graaf de Geloeslaan bij 6  | 50° 46' 30" NB, 5° 42' 7" OL  | 421738 | Kasteel Eijsden, drie marmeren sokkels |
| Kasteel Eijsden, ijzeren leiwerk | Tuin, park en plantsoen   | begin 20e eeuw                              |                          | Graaf de Geloeslaan bij 4  | 50° 46' 30" NB, 5° 42' 7" OL  | 421739 | Kasteel Eijsden, ijzeren leiwerk |
| Kasteel Eijsden, tuinvaas op sokkel | Tuin, park en plantsoen   | begin 20e eeuw                              |                          | Graaf de Geloeslaan bij 13 | 50° 46' 28" NB, 5° 42' 8" OL  | 421740 | Kasteel Eijsden, tuinvaas op sokkel |
| Kasteel Eijsden, beeldengroep met pauwen | Tuin, park en plantsoen   | begin 20e eeuw                              |                          | Graaf de Geloeslaan 8      | 50° 46' 30" NB, 5° 42' 6" OL  | 421741 | Kasteel Eijsden, beeldengroep met pauwen |
| Kasteel Eijsden, vaas op sokkel | Tuin, park en plantsoen   | begin 20e eeuw                              |                          | Graaf de Geloeslaan 8      | 50° 46' 30" NB, 5° 42' 6" OL  | 421742 | Kasteel Eijsden, vaas op sokkel |
| Kasteel Eijsden, beeldengroep | Tuin, park en plantsoen   | 1914                                        |                          | Graaf de Geloeslaan 8      | 50° 46' 30" NB, 5° 42' 6" OL  | 421743 | Kasteel Eijsden, beeldengroep |
| Kasteel Eijsden, vijver en fontein | Tuin, park en plantsoen   | begin 20e eeuw                              |                          | Graaf de Geloeslaan bij 5  | 50° 46' 30" NB, 5° 42' 8" OL  | 421744 | Kasteel Eijsden, vijver en fontein |
| Kasteel Eijsden, beeld op sokkel | Tuin, park en plantsoen   | 19e eeuw                                    |                          | Graaf de Geloeslaan bij 5  | 50° 46' 30" NB, 5° 42' 8" OL  | 421745 | Kasteel Eijsden, beeld op sokkel |
| Kasteel Eijsden, ijskelder | Tuin, park en plantsoen   | eind 18e eeuw                               |                          | Graaf de Geloeslaan 8      | 50° 46' 30" NB, 5° 42' 6" OL  | 421746 | Kasteel Eijsden, ijskelder |
| Kasteel Eijsden, bad | Tuin, park en plantsoen   | 19e eeuw                                    |                          | Graaf de Geloeslaan 8      | 50° 46' 30" NB, 5° 42' 6" OL  | 421747 | Meer afbeeldingen |
| Kasteel Eijsden, tennishuisje | Woonhuis                  | begin 20e eeuw                              |                          | Graaf de Geloeslaan 8      | 50° 46' 30" NB, 5° 42' 6" OL  | 421748 | Kasteel Eijsden, tennishuisje |
| Kasteel Eijsden, hydraulische pomp | Tuin, park en plantsoen   | 1908 (geleverd)                             |                          | Graaf de Geloeslaan 8      | 50° 46' 30" NB, 5° 42' 6" OL  | 421749 | Kasteel Eijsden, hydraulische pomp |
| Zaagwatermolen | Industrie- en poldermolen | 1729 (gevelsteen)                           |                          | Graaf de Geloeslaan 10     | 50° 46' 16" NB, 5° 41' 57" OL | 421750 | Meer afbeeldingen |
| Kademuren bij voormalige zaagmolen | Waterweg, werf en haven   | ca. 1900 en ouder 1979-1980 (rest.)         |                          | Graaf de Geloeslaan 10     | 50° 46' 16" NB, 5° 41' 58" OL | 421751 | Kademuren bij voormalige zaagmolen |
| Duiker, kanaal en aquaduct | Waterweg, werf en haven   | ca. 1965                                    |                          | Graaf de Geloeslaan bij 10 | 50° 46' 16" NB, 5° 41' 56" OL | 421752 | Duiker, kanaal en aquaduct |